# Подальші пригоди Робінзона Крузо
«Подальші пригоди Робінзона Крузо» — продовження першої книги Данієля Дефо про Робінзона Крузо. Повна назва книги: «Подальші пригоди Робінзона Крузо, що становлять другу й останню частину його життя, і захопливий виклад його подорожей трьома частинами світу, написані ним самим». Книгу вперше опубліковано 1719 року разом з першою частиною, оскільки Дефо написав їх одночасно.
Цей роман менш відомий.

## Сюжет
У книзі Робінзон, повернувшись до Англії і збагатившись, починає нудитися розміреним життям. Після смерті дружини він, в січні 1694 року, споряджає корабель і разом з П'ятницею знову вирушає на свій острів. Там він знаходить колонію з 70 поселенців, утворену англійцями, прибулою на острів групою іспанців і полоненими ними дикунами. Забезпечивши поселенців необхідним Робінзон пливе далі. Біля узбережжя Бразилії П'ятниця гине в сутичці з дикунами. Робінзон огинає мис Доброї Надії і підходить до Мадагаскару, де один з членів його команди ґвалтує місцеву дівчину. Жителі нападають на моряків. Моряки, не повідомивши Робінзона, атакують місцеве поселення і влаштовують там різанину. Робінзон вступає в суперечку з командою, і його залишають на березі Бенгальської затоки.
Робінзон разом із земляком-англійцем займається торгівлею. Справа їх розширюється і вони вирішують купити торговий корабель. Однак, досягнувши Сіаму, Робінзон дізнається, що люди, які продали йому корабель, насправді вбили його власника і зайнялися піратством, і тепер ост-індські кораблі розшукують їх, щоб перевішати. Робінзон і його компаньйон відпливають до Нанкіна, де продають корабель і вирушають сухим шляхом у Європу через Китай, Росію і Сибір, звану в той час «Великою Тартарією». Зокрема, він протягом 8 місяців перечікує зиму в Тобольську. Влітку 1704 року Крузо добирається до Архангельська і відпливає до Німеччини, прибувши в Лондон у січні 1705 року у віці 72 років. Події книги займають майже 11 років.
У книзі містяться описи Китаю і Сибіру, як правило, вигадані і малодостовірні. Згадуються такі міста, як Тюмень, Солікамськ, Єнісейськ, Нерчинськ, а також низка вигаданих поселень.